# Châtel-en-Trièves
Châtel-en-Trièves is een gemeente in het Franse departement Isère (regio Auvergne-Rhône-Alpes). De plaats maakt deel uit van het arrondissement Grenoble. Châtel-en-Trièves is op 1 januari 2017 ontstaan door de fusie van de gemeenten Cordéac en Saint-Sébastien. De gemeente telde 491 inwoners op 1 januari 2022.

## Geografie
De oppervlakte van Châtel-en-Trièves bedroeg op 1 januari 2022 47,6 vierkante kilometer; de bevolkingsdichtheid was toen 10,3 inwoners per km².

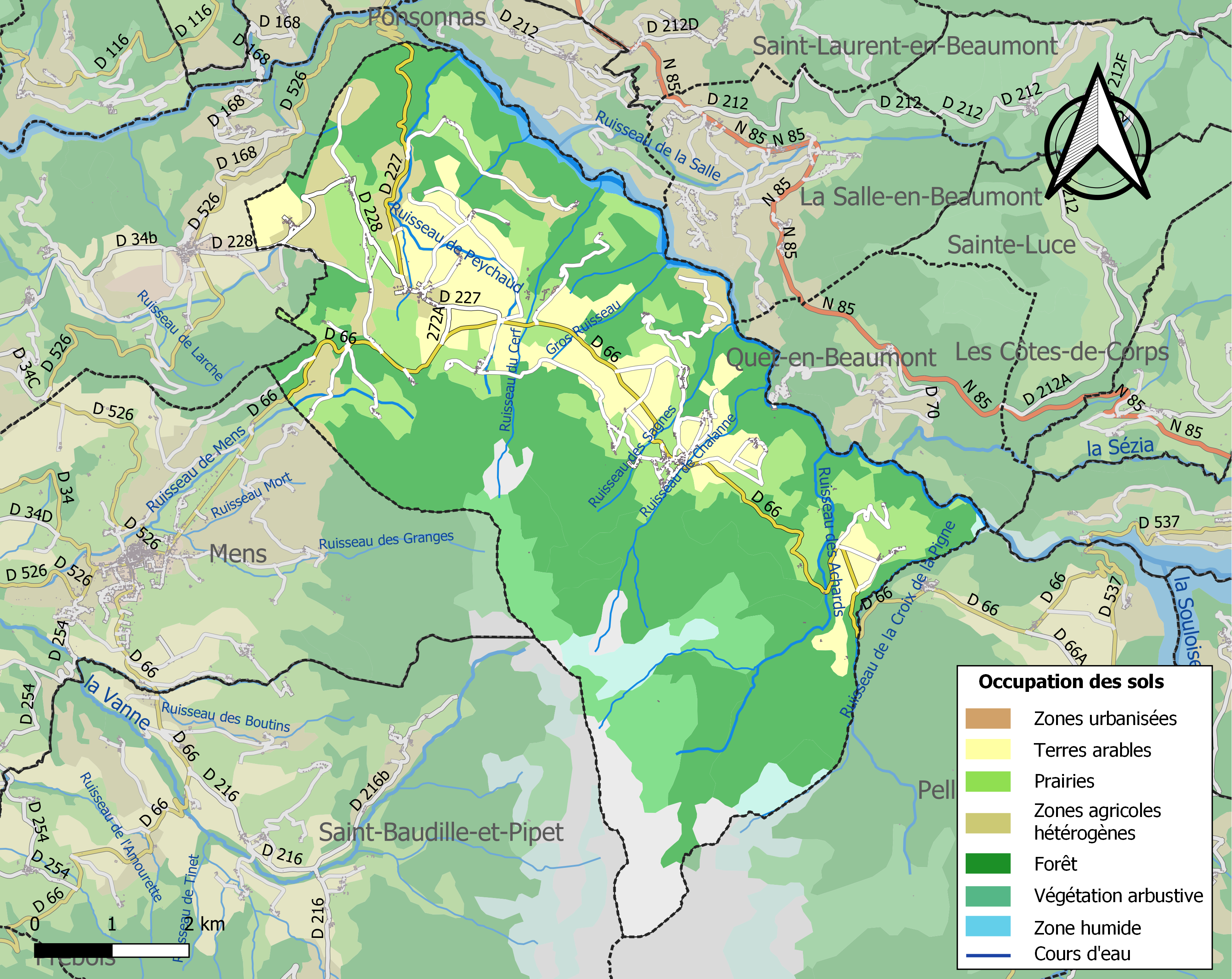
Kaart van de gemeente met de belangrijkste infrastructuur, bodemgebruik en omliggende gemeenten